# Мотра (монстр)
Мотра (яп. モスラ мосура) — вымышленный монстр-дайкайдзю подобный бабочке, впервые появившийся в фильме «Мотра» 1961 года, и впоследствии ставший одним из чудовищ киновселенной с участием Годзиллы. Впервые, как персонаж, Мотра появилась в романе-фельетоне «Сверкающие феи и Мотра» (яп. 発光妖精とモスラ Хакко: Ё:сэи то Мосура) Синъитиро Накамуры, Такэхико Фукунаги и Ёсиэ Хотты, но известной стала только благодаря выпущенному в 1961 году фильму «Мотра».
Имя Мотры является комбинацией англ. moth («моль, бабочка») и японского суффикса «ра» слова «кит» (яп. 鯨[クジラ] кудзира), что также употребляется и в контексте описания больших размеров («большой как кит»). Русское «Мотра» образовано транскрипцией «Mothra».

## Описание
Мотра — это гигантское насекомоподобное существо, обитающее на вымышленном острове Инфант, где ранее относительно сюжета первого фильма 1961 года проводились испытания ядерных бомб вымышленной страной Ролисикой. Мотра вылупляется из огромного яйца в виде гигантской личинки, которая затем превращается в огромное крылатое чудовище, напоминающее моль. В таком виде Мотра может летать, а взмах её крыльев создаёт потоки воздуха, способные сдувать автомобили и крыши домов. В виде личинки Мотра способна выделять струи шёлка, чтобы соорудить себе кокон или опутывать врагов.
На острове Инфант также обитает племя диких аборигенов, которые относятся к Мотре, как к божеству. Среди них есть две девушки-близняшки очень маленького роста, называемых «сёбидзин» (яп. 小美人, «маленькие красавицы»), которые способны телепатически общаться с людьми и Мотрой.

## Появления в кино
В первом фильме «Мотра», вышедшем в 1961 году, после того как в результате экспедиции на остров Инфант с него были похищены две миниатюрных девушки, Мотра вылупляется из яйца и отправляется за ними в Токио, где сворачивается в кокон около Токийской телебашни и превращается в гигантскую моль. Военные силы людей не могут нанести Мотре никаких повреждений, и та отправляется в вымышленный город Нью-Кирк, где на тот момент находятся сёбидзин, и, забрав их, возвращается на остров. Данный фильм является нетипичным среди кинолент о кайдзю. По канону жанра, в подобных картинах монстры обычно оказываются побеждены людьми, но в «Мотре» людям приходится отдать то, что чудовище хочет — похищенных девушек. И сюжет выстроен таким образом, что главным «монстром» оказывается не Мотра, а человек — Кларк Нельсон, ответственный за их похищение. Примечательно и наличие у Мотры мотивации к разрушению. Она делает это не «просто так», а проявляет вынужденную агрессию в ответ на действия людей.
Успех «Мотры» убедил компанию Toho после семилетнего отсутствия Годзиллы в кино вернуть его на экраны в 1962 году (см. «Кинг-Конг против Годзиллы»). А уже в 1964-м два монстра столкнулись в фильме «Годзилла против Мотры», для которой это второе появление на экране. По сюжету, на побережье Японии тайфуном выбрасывает гигантское яйцо с острова Инфант. Также оказывается, что тайфун принёс Годзиллу, который, пробудившись, тут же устраивает разрушения. Люди отправляются на остров и при помощи сёбидзин просят помощи у Мотры, в форме имаго доживающей свои последние дни. Она соглашается помочь, сражается с Годзиллой, но погибает в битве. В то же время из яйца вылупляются две гигантские личинки Мотры, которые побеждают Годзиллу, а затем уплывают на родной остров. В этом фильме Мотра — не чудовище-разрушитель, а чудовище-божество, обладающее разумом и решившее спасти человечество. Такой ход к представлению кайдзю оказался удачным, и сценарист Сэнъити Сэкидзава в будущих сценариях начал наделять подобными качествами Годзиллу.
Мотра также появлялась в фильмах: «Гидора, трёхголовый монстр» (1964), «Годзилла против Монстра Зеро» (1965), «Годзилла против морского монстра» (1966) и «Уничтожить всех монстров» (1968). Затем компания Toho на время прекратила создание фильмов о кайдзю, и Мотра вернулась на экраны только в 1992 году в фильме «Годзилла против Мотры: Битва за Землю», после чего получила собственную серию фильмов: «Мотра» (1996), «Мотра 2» (1997) и «Мотра 3» (1998). В новом тысячелетии Мотра появлялась в фильмах: «Годзилла, Мотра, Кинг Гидора: Монстры атакуют» (2001), «Годзилла, Мотра, Мехагодзилла. Спасите Токио» (2003) и «Годзилла: Финальные войны» (2004).
Компания Legendary Pictures приобрела права на использование Мотры и некоторых других титанов, которые появятся в фильме «Годзилла 2» (2019) — сиквеле американского фильма «Годзилла» (2014).

## Создание
Для разработки сценария первого фильма киностудия Toho наняла четырёх писателей для создания четырёх независимых рассказов об этом чудовище. Три из них впоследствии были напечатаны в 1961 году в январских номерах газеты «Асахи симбун». Однако сценарист Синъити Сэкидзава не принял большинства идей из них, решив написать сценарий, основываясь только на рассказе «Сверкающие феи и Мотра». Постановщиком спецэффектов картины стал Эйдзи Цубурая, работавший над созданием фильмов о Годзилле и других монстрах. Движениями куклы Мотры управляли актёры Харуо Накадзима и Кацуми Тэдзука. Во втором фильме в роли Мотры был только Тэдзука, так как Накадзима играл Годзиллу.

## Мотра в биологии
В честь Мотры названо несколько таксонов и иные биологические объекты:
- Blackburnia mothra Liebherr & Porch, 2014 — вымерший вид жуков из семейства Жужелицы (триба Platynini), открытый в позднеголоценовых отложениях пещеры Makauwahi на гавайском острове Кауаи[6].
- Mothra bunyavirus — вид вирусов из семейства Bunyaviridae[англ.], инфицирующий яблонных плодожорок[7].
- Pleomothra Yager, 1989 — род ракообразных из семейства Godzilliidae класса Ремипедии, обитающий в морских пещерах на Багамских островах[8].
- DHH_Mothra — многокопийный неавтономный гелитрон в геноме риса посевного[9].

## Мотра в астрономии
Мотра — двойная система сверхгигантов в скоплении галактик MACS J0416.1-2403.